# Leire Olaberria
Leire Olaberria Dorronsoro (nascida em 17 de fevereiro de 1977) é uma ciclista espanhola que participa em competições de ciclismo de pista. É especialista em provas de corrida por pontos.
Considerada uma das melhores ciclistas espanholas, acumulando 22 vitórias nacionais na categoria absoluta, ela conquistou a medalha de bronze na prova de corrida por pontos nos Jogos Olímpicos de 2008, em Pequim, terminando atrás de  Marianne Vos (Países Baixos) e Yoanka González (Cuba). Também competiu nos Jogos Olímpicos de 2012, em Londres, onde terminou na décima terceira posição na prova de Omnium.

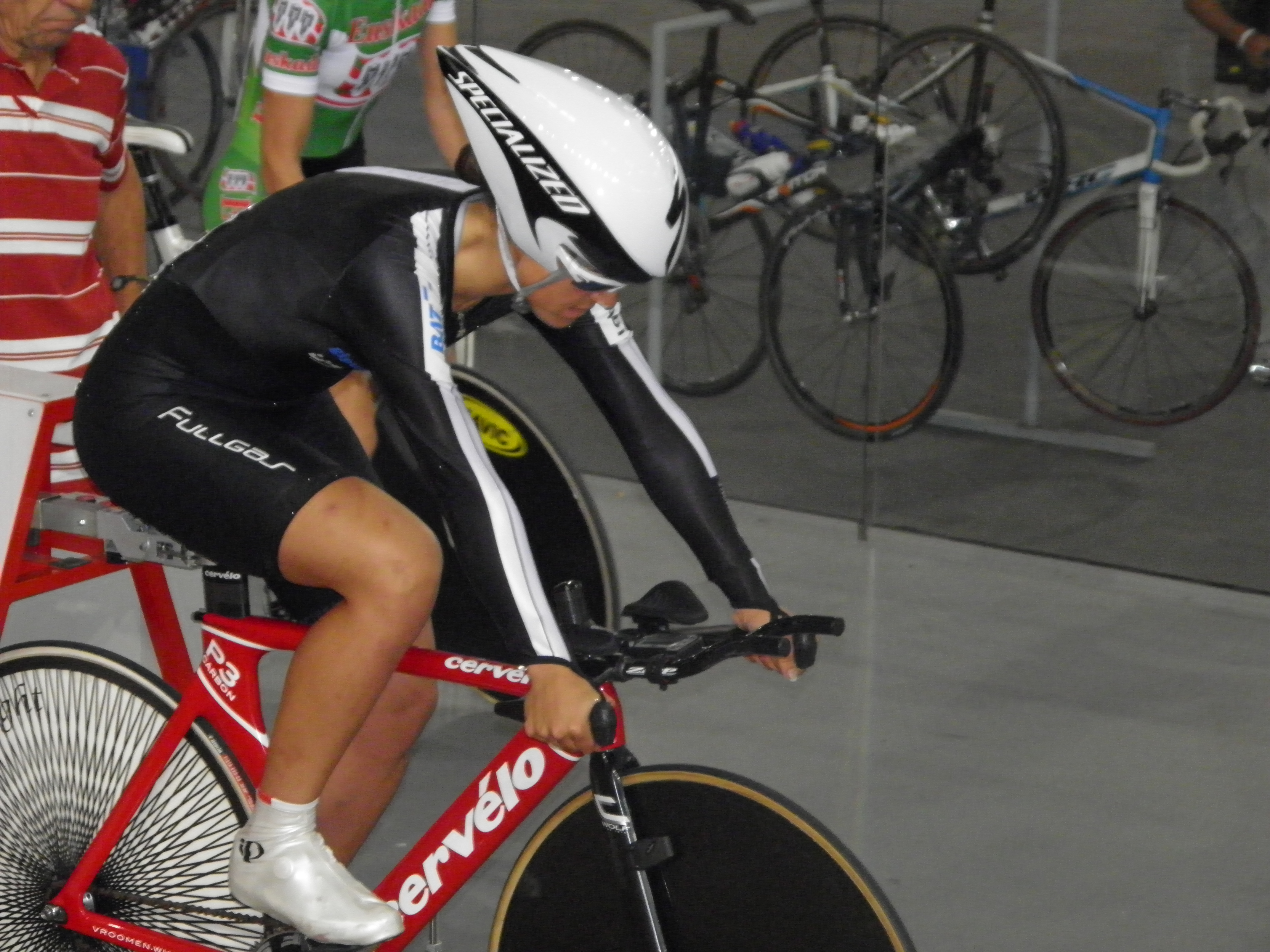
Início de perseguição individual (Maiorca, 2010)